# Tampax (gruppo musicale)
I Tampax sono un gruppo musicale punk rock di Pordenone nato nel 1978 come parte del movimento punk rock e tra i primi artefici del Great Complotto (1980), movimento che ebbe nel "Tequila", la sala prove dei Tampax, uno dei luoghi di riferimento. Il loro primo split 7" autoprodotto assieme agli HitlerSS è oggi considerato da molti critici il primo documento su vinile del punk rock italiano.

## Storia

### 1978-1980: Lo split 7" ed ilCartoon Concertdi Londra
I Tampax si formarono nel 1978 a Pordenone dall'incontro di Ado Scaini e Willy Gibson, a cui seguirono Plastic Girl, Jesse e Silence nel 1978 dopo lo scioglimento dei BumPamBingTilt.
Nel settembre 1978 Radar entra ufficialmente nel gruppo come batterista definitivo sostituendo Plastic Girl. Da allora la formazione rimarrà invariata. Nello stesso anno intanto, i Tampax e gli HitlerSS avevano preso in gestione la sala prove battezzata "Tequila", che divenne in questi anni il punto di ritrovo dei punk pordenonesi, ed in seguito uno dei luoghi simbolo del Great Complotto.
Autoprodussero nel dicembre 1978 con gli HitlerSS lo split che fu poi pubblicato nel 1979 con i pezzi UFO Dictator e Tampax (in the cunt) richiamando il vecchio batterista Plastic Girl perché Radar non era ancora pronto per lo studio di registrazione. Nell'estate del 1979 le due band partirono per una tournée in Inghilterra, dove Ado Scaini aveva abitato per un periodo lavorando anche per i Soft Machine. Il disco venne però sequestrato dalla polizia, perché conteneva riferimenti dubbi sulla verginità della Regina  Solo in seguito riuscirono a recuperare le copie e raggiungere Londra, dove realizzarono la performance Cartoon Concert sotto il ponte di Aklam a Portobello Road. Alla performance era presente Red Ronnie che così la descrisse in seguito:
"HitlerSS e Tampax li ho visti a Londra dove hanno organizzato un concerto sotto il ponte di Aklam, alla fine di Portobello Rd. Sono riusciti a mettere la notizia su Time Out e si sono presentati più poliziotti che pubblico. Tutti gli strumenti ed amplificatori erano di cartone disegnato. Il concerto è iniziato e finito subito con la distruzione di questa "attrezzatura"."
Se nel frattempo il Tequila aveva dovuto chiudere, e fu proprio la mancanza di un punto di ritrovo che fece nascere l'idea dello Stato di Naon e del Great Complotto, mantenendo però la pubblicazione del segreto organo di stampa, la fanzine Musique Mecanique, nel 1980 la Italian Records di Oderso Rubini buttava una lente d'ingrandimento nella scena di Pordenone con la pubblicazione della compilazione Pordenone/The Great Complotto che vedeva tra gli altri il brano dei Tampax/HitlerSS ispirato all'esperienza londinese ed intitolato London Cartoon Concert. La compilazione vide grande risonanza mediatica anche grazie all'impegno di Red Ronnie, con ottime recensioni sulle maggiori riviste di settore, ottenendo anche uno speciale di Roberto D'Agostino nella trasmissione televisiva Mister Fantasy, condotta da Carlo Massarini.

### 1984-1989: DaPolice in the caralla Attack Punk
Nel 1984 pubblicarono Police in the car, nuovo singolo che vedeva Radar alla batteria. Con questa formazione incisero un secondo one-side 7" dal titolo O'Dio nel 1985.
Nel 1988, con la produzione di Jumpy Velena della Attack Punk Records, vide la luce l'LP Sorry Not Tonight con materiale inciso dal 1978 al 1988.

### Gli anni '90
Nel 1995 esce l'LP Let it Shit con la produzione di Pierpaolo De Julis per la Reverendo Moon Records.

### Il nuovo millennio
Nel 2003 esce il CD a tiratura limitata (solo per il mercato americano) Tampax in the Cuntry, con sette versioni diverse della stessa canzone. Una di queste è Iraq'n'Roll is Dead : una speciale edizione è stata riservata ai giornalisti non musicali di tutto il mondo, con sul retro la canzone  One for the Money, Two for the Show.
Nel 2006 la SOA Records pubblica il 45 Giri Bastard-day e Police in the Car, originariamente registrate nel 1979.
Nel frattempo i Tampax hanno esposto in diverse mostre opere figurative di loro creazione: fra le più note, quella internazionale di "City Loop" (Louder this time/Più forte questa volta)alla Villa Galvani (PN), dove è stata esposta l'intera retrospettiva di Ado, Gibson, Silence e Radar, accanto alle opere di John Cage e Laurie Anderson, e presso l'ente culturale  Gli Amici di Bambi  (PN), con i loro ultimi capolavori.
Ricercatissimi sono inoltre i loro Calendari, la cui anteprima è visibile nella web tv di Pordenone pnbox, insieme ad alcuni loro filmati.
Nel mese di settembre del 2009 anno la Casa editrice Shake, su iniziativa di Oderso Rubini, pubblica un cofanetto sul fenomeno punk del Great Complotto, contenente vari lavori dei Tampax, fra i quali la rivista Musique Mecanique (scaricabile anche in formato PDF), ed alcuni loro brani.
E nel mese di dicembre è stato pubblicato un libro a livello internazionale (Extraordinary Records, Taschen), al quale ha collaborato Giorgio Moroder, che raccoglie i 440 dischi in vinile più originali della storia della musica, ed è stato scelto anche il disco "Let It Shit".
Nell'anno 2011 la casa editrice Drago, per opera del direttore de L'Académie de France à Rome (Villa Medici) Eric de Chassey, organizza una mostra itinerante in Europa sulla Cultura Visiva Punk negli anni 1976-80, e pubblica il relativo catalogo dove vengono raccolte le "fanzines" di maggior rilievo, fra le quali il 2° numero di Musique Mecanique (rivista ufficiale dei Tampax), pubblicato per intero, come esempio di arte grafica punk-underground.
Nell'ottobre 2013 la mostra approda a Parigi a "La Citè de la Musique" e rimane aperta al pubblico fino al 19 gennaio 2014. Il solo giorno dell'inaugurazione già registrava un afflusso di 1600 spettatori: fra giornalisti, cronisti televisivi, critici d'arte, storici dell'arte, e affezionati ammiratori provenienti da paesi diversi (giunti a Parigi appositamente per la mostra). Data l'occasione il direttore Eric de Chassey riserva uno stand esclusivamente per i Tampax dove (in una bacheca protetta da lastra di vetro) vengono esposti 5 numeri (copie originali) della suddetta fanzine Musique Mecanique.
Nel marzo 2014 la rivista inglese Record Collector (la voce più autorevole del collezionismo discografico mondiale) pubblica l'articolo "I don't wanna be a rich" (di Manuel Rabasse e Regis Raibaut) dove appaiono le valutazioni in sterline dei 30 dischi più ricercati del punk europeo, fra i quali lo split "Tampax/Hitlerss", che viene valutato £. 400,00.
Nel settembre 2014 Radar realizza un Cd, intitolato "Radar Factory" (prodotto insieme a Willy Gibson, per la Sound-Exhibitions-Records), che giunge alla posizione numero 5 della classifica di HTFRD TOP JAZZ 100.
Nel luglio 2015 esce il nuovo 45 giri "Suck my cock/Snivell", prodotto dalla Rave Up Records di Pierpaolo De Iulis. Il disco è risultato Sold-Out nell'arco di pochi giorni, a causa della sua particolarità: è il primo disco al mondo ad avere un adattatore speciale per poterlo ascoltare, che va richiesto a parte una volta acquistato il disco. L'adattatore è numerato e firmato personalmente da Ado (il cantante dei Tampax). 
"Suck my cock" è presa dall'album "Let it shit" (1995, Reverendo Moon). "Snivell" è stata registrata nel 1979, nella stessa sessione in cui è stato registrato "U.F.O. Dictator".
Nel Dicembre 2016 viene presentato il famoso calendario "di merda", così chiamato perché raccoglie 12 vignette (disegnate da Silence) raffiguranti "merde che dialogano tra di loro" (con commenti dei 4 membri del gruppo) prendendo spunto dalla frase di Gillo Dorfles "Viviamo in mezzo alla merda, diremmo quasi che senza merda la nostra vita diventerebbe impossibile, e ancora maggiormente la nostra arte". Cinque mesi del calendario sono rimasti esposti per sbaglio per 43 giorni (mentre inizialmente erano previsti solo 40 giorni) su pannelli di polistirolo dipinti di marrone, nella galleria d'arte "Al Contrario" di Aviano (PN).
Nel Marzo del 2017 viene pubblicato il libro "Viale Marconi" di Gianni Zanolin (Edizione L'Omino Rosso - www.ominorosso.it) da un'idea di Willy Gibson (estate del 2013, Malj Lusini, Croazia) che suggerì all'autore di scrivere una storia dove Ado veniva ucciso. Prendendo spunto dalla prefazione ("Là dove muoiono i sogni nascono gli assassini") Zanolin descrive il declino socioculturale della città di Pordenone negli ultimi 50 anni prendendo i Tampax (Ado, Gibson, Radar, Silence) come linea guida per il racconto.
Nell'anno 2018 i Tampax celebreranno i loro primi 40 anni di attività.
Attualmente i Tampax sono Ado Scaini, Willy Gibson, Silence e Radar.
Numerosi side-projects nell'ambiente del Great Complotto hanno visto impegnati i membri della band: 001 Cancer, Musique Mecanique, Maison Queentet, Baba Silence.

## Formazione

### Formazione originaria
- Ado Scaini - voce
- Willy Gibson - chitarra
- Silence - basso
- Plastic Girl - batteria

### Musicisti successivi
- Radar - batteria
- Jesse - chitarra

## Discografia

### Album in studio
- 1988 - Sorry Not Tonight
- 1995 - Let It Shit

### EP
- 1979 - HitlerSS/Tampax (split con HitlerSS)

### Singoli
- 1984 - Police In The Car/Give Me In Your Eye
- 1985 - O'Dio
- 2005 - Bastard-Day/Police In The Cars
- 2015 - Suck my cock/Snivell